# They're Coming to Take Me Away, Ha-Haaa!
They're Coming to Take Me Away, Ha-Haaa! est un disque de nouveauté de 1966 écrit et interprété par Jerry Samuels (dit Napoléon XIV), et sorti sur Warner Bros. Records. La chanson est devenue un succès instantané aux États-Unis, atteignant la troisième place du Billboard Hot 100 des singles de musique populaire le 13 août, la première place du Cash Box Top 100 Pop Singles, la deuxième place au Canada et la quatrième place du UK Singles Chart.
Pistes de They're Coming to Take Me Away, Ha-Haaa!
"!aaaH-aH ,yawA eM ekaT oT gnimoC er'yehT"

## Parole
Les paroles présentent un narrateur à la première personne qui semble s'adresser à un amour perdu. Il décrit son état mental qui se détériore à la suite de son départ et exprime une excitation quelque peu tordue à propos de son internement imminent dans une « drôle de ferme » (argot pour un hôpital psychiatrique). Cependant, le dernier couplet révèle que les mots du narrateur ne visent pas une femme, mais un chien en fuite.
« J'ai cuisiné ta nourriture, j'ai nettoyé ta maison, et c'est ainsi que tu me rends la pareille
Pour tous mes actes gentils, altruistes et affectueux... Hein ?
Eh bien, attends un peu, ils te trouveront un jour, et quand ils le feront, ils te mettront
à l'ASPCA, espèce de chien galeux ! Et… »
Samuels craignait que les auditeurs trouvent la chanson insensible envers les personnes atteintes de maladie mentale et a intentionnellement formulé la dernière ligne de manière que « vous réalisiez que la personne parle d'un chien qui l'a quitté, pas d'un humain ». Samuels a déclaré : « J'ai pensé que cela amènerait certaines personnes à dire : "Eh bien, tout va bien". Et c'est ce qui s'est passé. Ça a marché. »,

## Structure de la chanson et contexte technique
Samuels a déclaré qu'il s'était inspiré du rythme de la vieille chanson écossaise "The Campbells Are Coming". La chanson est animée par une caisse claire, une grosse caisse, un tambourin et un rythme de claquement de mains. La voix est parlée de manière rythmique plutôt que chantée de manière mélodique, tandis que la hauteur de la voix monte et descend à des moments clés pour créer un effet de glissando inhabituel, amplifié par le son des sirènes hurlantes.
Selon Samuels, le changement de hauteur de la voix a été obtenu en manipulant la vitesse d'enregistrement de sa piste vocale, une variation multipiste de la technique utilisée par Ross Bagdasarian pour créer les chansons originales des Chipmunks. Au moment où la chanson a été écrite, Samuels travaillait comme ingénieur du son aux Associated Recording Studios de New York. Samuels a utilisé un oscillateur à fréquence variable pour modifier la fréquence de 60 Hz du moteur à hystérésis d'un enregistreur à bande multipiste. Il a d'abord enregistré la piste rythmique, puis a superposé la piste vocale tout en ralentissant la bande à la fin de chaque refrain (et en récitant les paroles au rythme du ralentissement), de sorte que lorsque la bande était lue à vitesse normale, le tempo était stable mais la hauteur de sa voix montait. Certaines pistes ont été traitées avec des effets d'écho intermittents basés sur la bande créés par un Echoplex. Samuels a également superposé des effets de sirène qui montaient et descendaient progressivement avec la hauteur de sa voix.

## Version Inverser (!aaaH-aH ,yawA em ekaT oT gnimoC er'yehT)
Poursuivant sur le thème de la folie, la version inverser du single était simplement la face A jouée à l'envers, et portait le titre "!aaaH-aH ,yawA eM ekaT oT gnimoC er'yehT" (ou "Ha-Haaa! Away, Me Take to Coming They're") et l'interprète était présenté comme "XIV NAPOLEON". La majeure partie de l'étiquette apposée sur la face B était une image miroir de l'étiquette avant (au lieu d'être simplement épelée à l'envers), y compris les lettres du logo du bouclier "WB". Seuls le nom du label, la clause de non-responsabilité et les numéros de disque et d'enregistrement principaux étaient conservés à l'avant. La version inversée de la chanson n'est pas incluse sur l'album original de Warner Bros., bien que le titre soit indiqué sur la couverture avant, où le titre est en fait épelé à l'envers.
Joséphine XV-I'm Happy They Took You Away Ha-Haaa! They're Coming to Take Me Away Ha-Haaa!
Dans son Book of Rock Lists, le critique de musique rock Dave Marsh qualifie la version inverser de « chanson la plus odieuse jamais apparue dans un jukebox », affirmant que l'enregistrement a déjà « vidé un restaurant de quarante clients en deux minutes chrono ».

## Diffusion à la radio
La chanson a atteint la 3ème place du Billboard Hot 100 le 13 août, la 1ère place du Cash Box Top 100 le 30 juillet, la 2ème au Canada et la 4ème place du UK Singles Chart.
Warner Bros. Records a réédité le single original (#7726) en 1973. Il est entré dans le Billboard Hot 100 à la 87ème place mais a stagné à la 101ème place du Week Ahead, ce qui constituait un ajout au Cash Box Top 100. La réédition portait l'étiquette "Burbank/palm trees". Comme pour la version originale, les étiquettes de la face B de la réédition comprenaient également une impression en miroir, à l'exception de la clause de non-responsabilité, du catalogue de disques et des numéros de pistes. La devise "Burbank" en haut de l'étiquette a également été conservée à l'avant ainsi que les lettres "WB" dans le logo du bouclier, qui avaient été imprimées à l'envers sur les originaux.

## Suite
"I'm Happy They Took You Away, Ha-Haaa!" a été enregistré par Bryna Raeburn, membre du casting du CBS Radio Mystery Theater, crédité comme "Josephine XV", et était le dernier morceau de la face B de l'album de Warner Bros. de 1966 (Josephine était le nom de l'épouse de l'empereur français Napoléon Bonaparte).
Une variante de "They're Coming to Take Me Away, Ha-Haaa!" a également été réalisée par Jerry Samuels sur le même album, intitulée "The Place Where the Nuts Hunt the Squirrels", où Samuels, vers la fin du morceau, répète la phrase : "they're trying to drive me sane" avant la fin de la chanson, d'une voix plus aiguë et accélérée.
En 1966, "They Took You Away, I'm Glad, I'm Glad" est apparu sur These Are the Hits, You Silly Savage de Teddy & Darrel.
En 1966, le disc-jockey de KRLA, « Emperor Bob » Hudson, a enregistré une chanson de style similaire intitulée « I'm Normal », comprenant les paroles « Ils sont venus et ont emmené mon frère/Les hommes en blanc l'ont récupéré hier/Mais ils ne viendront jamais me chercher, parce que je vais bien/Je suis normal ». Une autre phrase de la chanson était : « Je mange mes pois avec un diapason ». Le disque a été crédité simplement à « The Emperor ».
En 1988, Samuels a écrit et enregistré « They're Coming to Get Me Again, Ha-Haaa! », une suite du disque original. Il est sorti deux ans plus tard, mais n'a jamais été classé. Dans la chanson, le narrateur a été libéré de l'hôpital psychiatrique mais reste en proie à la folie et craint d'être réadmis. À la fin de la chanson, il s'exclame : « Oh, non ! » suivi du bruit d'une porte qui claque, signifiant son retour à l'asile.
L'enregistrement est apparu sur les disques du Dr. Demento en 1975 dans le cadre de Dr. Demento's Delights,, puis dans les disques LP ultérieurs du Dr. Demento sortis en 1985, 1988 et 1991..